# Enigma謎
《Enigma謎》（ǝnígmǝ【エニグマ】）作者為榊健滋。於少年漫畫雜誌《週刊少年Jump》2010年41號至2011年47號期間進行連載。最終回移至《少年Jump NEXT!》刊載。單行本全7卷。封面標題為「ǝnígmǝ」，當中的拉丁字母e是倒轉的，而Enigma的意思為謎。
另於2011年4月改編為有聲漫畫。

## 故事簡介

### e-test篇
高中生灰葉澄雄擁有著能夠預知幾天內的未來「夢日記」這樣的特殊能力。這天就跟往常一樣，除了使用能力幫助了他人以外是個再普通不過的日子，但是母親卻在留下關於「艾尼格瑪」謎題般的隻字片語後消失了。因為情緒混亂而被送進醫院接受保護的澄雄，再度清醒之後，和同所學校的其他6人一起出現在半夜時分的體育館。
然後在聽完自稱為「艾尼格瑪」的謎之人物說明後，就開始了命運的測試遊戲。

### 前往外骨島的列車篇
e-test結束後，澄雄等人回到了平常的生活。但是，所有事情其實尚未結束。希望終結悲劇而成為艾尼格瑪的澄雄、虎視眈眈著艾尼格瑪身分的敵人「卡尼巴爾」，然後為了結束所有的一切，澄雄向著外骨島前進。只是，「卡尼巴爾」也在一起……

## 登場人物

### e-test人物
- 艾尼格瑪

英文為Enigma，是創立e-test的主持人，實際上是一個骷髏頭，被這個骷髏同意的人就是現任的艾尼格瑪，成為現任艾尼格瑪的人可以實現三個願望。e-test的目的其實是為了讓目前的艾尼格瑪:奇利歐，篩選出可以成為下一任艾尼格瑪，並幫助他找出在學園季以及飛機事件中覬覦艾尼格瑪的人。
- 「影魅」

在e-test中，於學校走廊巡視的黑色巨影，它會襲擊e-test參加者。
當影魅出現時，艾尼格瑪會響出緊急避難廣播：「高橋先生來了......」。「高橋先生來了......」是夕闇高中的緊急避難暗號廣播，當有危險人物入侵學校時，便會響起廣播提醒學生避難。於e-test中，會造成危險的是影魅，因此當響起緊急避難廣播時意味影魅的出現。
一旦參加者接觸到影魅，參加者會被影魅帶走。影魅會寄宿在接觸過影魅的人身體，那人身上會出現黑斑，稱之為「影魅化」。隨著影魅化加深，接觸過影魅的人會衍生出另一人格，一個與原本自身極度相反的人格，亦即是越善良的人衍生出越邪惡的人格。當自身人格完全屈服於衍生出的人格時，那人會變成影魅。
要抑制影魅化就需要服用抑制影魅化的藥丸，一顆只可以供一人使用。
影魅其實是「異能」在失去控制並惡化後的結果，因此，會被影魅化的人只有擁有異能的人。

### 第5回 e-test的參加者
- 灰葉澄雄

- 身高170cm、體重56kg
- 生日：2月29日
- 血型：O型
- 擅長的科目：國語、理科、體育
- 不擅長的科目：英語、美術
- 喜歡的東西：女性、看WWE、Maximum The Hormone、哈蜜瓜蘇打、FRAPBOIS
- 討厭的東西：蜘蛛、對女性動手的男性

就讀夕闇高中一年A班。
本故事的主角，擁有一頭綠色的卷髮，常穿圓形波點的衣物。十分喜歡女性，每當遇上看上眼的女性便問對方「要不要和我結婚？」。雖然如此，當內心存在著強烈的正義感，透過利用自己獨特的能力夢日記，解決了生活上很多的危機。來宮繁是他由小玩到大的青梅竹馬。
於第5回 e-test中，由於灰葉澄雄擁有著很強的正義感及領導才能，所以成為了一個十分重要的人物，常帶領大家解決難題及找到密碼。
在e42.中，原本是想要破壞艾尼格瑪的骷髏頭，但是澄雄被骷髏所認同，因此誤打誤撞的成為了現任艾尼格瑪。
e-test的報酬：親人
能力：Channel[es]（通信）
能夠讀取他人的思想。因為夢日記的失去，促使能力獨立，令灰葉澄雄意識到真正的能力為「通信」。於e36中，出現了與能力「Channel [es]」有關的工具：手機。只要被灰葉澄生接觸過的人，該人人名會出現在手機通信名單中，並顯示出信號狀況。當對象示澄雄為同伴，願意接受灰葉澄雄時，那對象便在通信範圍內，手機就可接通該人及與該人共享意識作通信。出現於e35.中，三年前的事件中，灰葉澄雄在不知情的情況下，透過能力與不能說話的忌束奇利歐對話。
夢日記
由灰葉澄雄及來宮繁兩人兩種能力所產生的能力。澄雄透過自己的能力讀取來宮繁的思想，將來宮繁腦中所預言到未來會發生的事件撰寫出來。灰葉澄雄會異常地突然有睡意，睡著的時候左手會毫無意識地拿起筆並揭開日記本，把未來發生的事情而簡單的文筆及笨拙的畫記下來。日記中記載的大多為不幸事情，例如有人被人欺負、被人偷東西等，灰葉澄生將這些SOS的求救信號稱為「緊急事態」，盡可能在事情未發生前改變未來。於e12.中，夢日記能力發生著變化，除了夢日記上面的畫會動之外，灰葉澄雄亦可以在醒著的時候無意識地記下來未來發生的事。
- 來宮繁

就讀夕闇高中一年A班。夕闇高中風紀委員。
灰葉澄雄的青梅竹馬，似乎對灰葉澄雄有好感。以前是留短髮，但知道灰葉澄雄喜歡有女人味的女性，因此留成現在的長髮。
於第5回 e-test開始時，對於艾尼格瑪提過的獨特能力沒有頭緒。
於e30.中，開始察覺到自己的能力。
e-test的報酬：重逢
能力：預知
能夠從腦裡聽到年幼的來宮繁所預言之事。因為夢日記的失去，促使能力獨立，令來宮繁意識到真正的能力為「預知」。使用能力時，雙眼會無故地流出眼淚。於e35.中，終於憶起三年前的事件，並明白到自己的能力及夢日記的來龍去脈。
夢日記
詳細參見#第5回 e-test的參加者中的灰葉澄雄。
- 支倉元

- 身高164cm、體重52kg
- 生日：11月10日
- 血型：A型
- 擅長的科目：國語、社會學
- 不擅長的科目：英語、數學
- 喜歡的東西：棒球、健康、雞排、挖耳朵
- 討厭的東西：生病、受傷、花粉、乳酪、摩天輪、年上、複雜的人

就讀夕闇高中一年E班。棒球社社員。
左眼用紗布眼罩遮著。討厭被拍照。
曾經有一次被棒球社社員半開玩笑的拿著照相功能的手機追著跑，但由於本身不想被拍到，因此逃到廁所裡。最後在要被找到時，由於心中有著「想要消失掉」的念頭而消失，這也是他第一次發現到他的能力。然而他卻非常懼怕這樣的能力，他怕哪天如果消失了、再也回不來就完蛋了。因此解除這種能力，就是他的願望、也是他第5回 e-test的報酬。
在第5回 e-test中，得到灰葉的勸說下，開始對自己的能力感到有信心。
e-test的報酬：解開詛咒
能力：消除事物
所謂消除事物，只是眼睛看不到而已。但事實上事物卻還在原地。
- 九條院日伊奈

- 身高158cm、體重43kg
- 生日：3月3日
- 血型：B型
- 擅長的科目：英語、音樂
- 不擅長的科目：體育
- 喜歡的東西：鑽石、鋼琴、日本舞蹈、美甲、狗
- 討厭的東西：黃瓜、骯髒的東西、輕佻的人、被觸碰

就讀夕闇高中二年C班。
家境有錢，是個千金小姐。但父母在她小時候就離婚了。她也養成獨立的習慣，也認為這是成熟的一種。事實上被部分同班同學討厭，因此設計陷害她，但最後被第3隻手的能力破解。
第5回 e-test開始時由於灰葉的求婚告白而瞧不起他。但在得到第二個密碼的時候，由於見識到了澄雄的助人之心，因此認定他是她的羈絆。
e-test的報酬：羈絆
能力：第3隻手
使用九條院緋伊奈的意志自由控制的透明手。力量只有7、8歲的程度，一旦觸碰物件就會留下手印，但手印幾分鐘後便消失。
- 水澤艾爾

就讀夕闇高中二年H班。
曾經因為交通車禍，令到自己大半個身體都不能康復，但由於抱著不想令別人傷心的願望，積極的康復起來。於醫院治療的期間，遇上了警隊的吉祥物「維特」及灰葉澄生。之後，於一次由醫院舉辦的遠足時，又遇上交通事故，正當巴士從懸崖邊緣跌下去，他第一次發現到他的能力，化身成「維特」救出車上的所有人。
在灰葉澄雄等人去焚化爐解救祀木次郎的同時，被變成「影魅」的栗須良偷襲，並被假扮成他本人。
在取得PASSWORD No.4的時候，為了解救被齒輪困住的灰葉澄雄，挺身而出地利用身體阻止齒輪前進，令到布偶裝「維特」身體分碎。其後，灰葉澄雄等人為了修復水澤艾爾的身體，去到家政室將支離破碎的布偶裝碎片縫合起來。
e-test的報酬：健康的身體
能力：玩偶化
使用能力的時候，會變成警隊的吉祥物﹑正義的使者布偶裝「維特」。成為了「維特」後，可以在有月光的夜晚使用月球環境的特徵，如跳得的高度為地球原本的6倍高﹑跑的速度為地球原本的6倍快。但當頭部脫離身體太遠，會變得意識模糊，身體不能使用。
- 祀木次郎

就讀夕闇高中三年B班。
夕闇高中學生會長，為人正直、不允許有人違背校規。高一時曾參加過第2回 e-test，且是唯一一個通過e-test的人。為了解救被困在e-test之中的栗須良，而再次參加第5回 e-test之中。
在第5回 e-test開始時被「影魅」襲擊，並關在夕闇高中的焚化爐裡。最後在灰葉澄雄等人的解救及使用祀木次郎本身的能力下，從焚化爐逃脫出來。其後於得到PASSWORD No.2的同時，也得到一顆解除「影魅化」的膠囊，但後來假裝自己吞下膠囊，事實是為了給變成「影魅」的栗須良服用。
家族世世代代都是醫生，因此這本身也是他的夢想、同時也是他在第2回 e-test的報酬。
e-test的報酬：影魅化復原
能力：三次減法
觸碰過的物體都會刻上數字，並可以更改那些數字從而任意變更物體的質量、體積、密度。不過該能力只能以物品為對象，對人使用是完全無效。此外，能力雖可以令物品縮小，但能力不能令更改後的數據變得大於原本的數據，不能令物品變得比原來大。
- 祟藤竹丸

就讀夕闇高中三年G班。
身穿相當破舊的連身帽外套。在十歲的時候，與親生母親及繼父同住，但繼父在家中是一名蠻不講理的獨裁者，常對祟藤竹丸及竹丸的母親做出家庭暴力的行為。有一天，祟藤竹丸為了阻止繼父對他母親施以的暴力行為，因而被繼父用刀把祟藤竹丸的後背割傷。正正因該「舊傷」，做祟藤竹丸養成了利用正當手段將所有蠻不講理的人糾正的性格，並時刻提醒著自己有這一段悲痛的過去。
從第5回 e-test開始的時候，因為被艾尼格瑪禁閉著而一直滿腔怨氣，常做出發洩怒火的行為。此外，對於艾尼格瑪提過的獨特能力一點頭緒都沒有，一直認為自己沒有任何能力，不應是這第5回 e-test的參加者。
很信賴弓河亞彌老師，但非常討厭綺島裕太老師。因為3年前發生了夕闇高中的學生被襲擊事件，綺島裕太指證弓河亞彌為犯罪者，從而十分之憎恨綺島裕太。
於e26.中，在灰葉澄生﹑九條院日伊奈及自己被困於無限回廊的時候，第一次察覺到自己的能力。
e-test的報酬：救出弓河亞彌
能力：倒卷而回
背部刀傷位置的皮膚會脫下來，並貼到某物體上。當皮膚依附上物體後，物體會出現類似錄影機的計時器，而該物體就可以像錄影機的倒退功能一樣，使物體「倒回」到原本狀態。
- 栗須良

於第5回 e-test中，在灰葉澄雄提出及艾尼格瑪的允許下，成為了第5回 e-test的參加者之一。
詳細參見#第2回 e-test的參加者
e-test的報酬：不明

### 第2回 e-test的參加者
- 栗須良

就讀夕闇高中二年C班(一年及9個月前)。
是第2回 e-test的落選者。曾是第46屆夕闇高中學生會長，亦是祀木次郎的學長。與祀木次郎共同參加第2回的 e-test，最後由於時間用完，被永遠困於e-test的校舍內，甚至還被「影魅化」。被「影魅化」後的他，也因為「影魅化」的關係，憎恨著先離開測驗的祀木次郎。
在這次第5回 e-test一開始，看見被影魅抓住而「影魅化」的祀木次郎，不但沒幫助他、甚至還嘲笑他。之後還假扮成水澤艾爾，打算先行得到密碼讓自己逃脫。其後，栗須良在照片裡的世界裡與灰葉澄生對峙，但最後敗北。聽了祀木次郎的解釋（為了救栗須良而再度參加測驗的）後，服下了解除「影魅化」的藥丸，並因為栗須良對於自己的行為感到可恥與後悔，打算幫助灰葉澄生等人離開e-test。
在灰葉澄生提出及艾尼格瑪的允許下，允許出現多一個密碼好讓栗須良也可以離開e-test，但e-test難度也因此加深。
e-test的報酬：不明
能力：FLAT
是一種可以進入畫﹑照片或文章等平面世界的力量。於靜止的平面世界中所有物品皆為靜止，除了栗須良外，是不可能移動或得到平面世界裡面的物品。而栗須良進入後，就可以隨自己想法使用裡面的任何東西，亦可以親手改變裡面的東西。此外，栗須良亦可以把其他人帶進平面世界裡面，但最多只可以兩人。
- 祀木次郎

詳細參見#第5回 e-test的參加者。
e-test的報酬：成為醫生
- 上杉健吾

在第2回 e-test時間到的時候仍未逃脫，成為了的第2回 e-test的落選者。
e-test的報酬：不明
能力：不明
- 荒井義雄

在第2回 e-test時間到的時候仍未逃脫，成為了的第2回 e-test的落選者。
e-test的報酬：不明
能力：不明
- 神谷未咲

在第2回 e-test時間到的時候仍未逃脫，成為了的第2回 e-test的落選者。
e-test的報酬：不明
能力：不明

### 往外骨島列車的乘客
- 灰葉澄雄

詳細參見#第5回 e-test的參加者
- 祀木次郎

詳細參見#第5回 e-test的參加者。
- 赤目努

正在逃亡的殺人犯。
能力：不明
- 七節真央

就讀入相學園二年3班。
能力：不明
- 蒙面紳士

能力：不明

### 其他人物
- 灰葉米娜

灰葉澄生的母親。
- 數奇圭

就讀夕闇高中一年A班。
灰葉澄生的同班同學。是一名神秘現象的愛好者，喜歡獨自一人，唯一的嗜好是古怪的事物，如都市傳說﹑心靈現象﹑咒術或UFO等等，會把那些的研究及報告發佈於自己的網頁上。
於第5回 e-test開始那天的半夜收到由艾尼格瑪寄的包裹，指於9月20日3時利用手機致電某號碼（事實是正進行第5回 e-test的灰葉澄生，其他人接過手機都會沒有任何聲音，只有灰葉澄生能接通電話）。其後，由於被灰葉澄生所遇到的古怪事件感到興趣，於半夜來到校舍。去到現實中的夕闇高中後卻沒發現灰葉澄生，令灰葉澄生發覺到自己們在另一世界。
- 綺島裕太

現在27歲，為人開朗熱血的人氣教師。現在是夕闇高中二年H班班主任，亦是水澤艾爾的班主任。於水澤艾爾發生交通車禍後，每天都會去到醫院探望水澤艾爾。
於進行第5回 e-test當晚，是值夜班的老師。在數奇圭夜探學校時，把數奇圭趕走，並將黑板上PASSWORD No.6的提示擦掉。
3年前是夕闇高中的國語教師及女子軟式棒球部顧問。經常到學校保健室，其目的貌似是為了見弓河亞彌，曾與弓河亞彌對話中提到「才能」一詞。於夕闇高中的學生被襲擊事件中，是唯一一位目擊者，並聲稱目擊到弓河亞彌襲擊學生。
綺島與奇利歐兩人其實是「義兄弟」關係，在年紀小的時候，因為沒有被艾尼格瑪認可而被父親踢出家門。
主持e-test並不願意放出擁有異能的孩子的主要原因，是因為想要保護他們免於奇利歐的魔爪，所以才會希望他們全部都變成影，但是在他看到灰葉澄雄與其他第5屆e-test參加者後，認為他們有能力阻止奇利歐，所以把真相都告訴了灰葉等人。
能力：橫豎逆轉
能夠將任何空間的角度改變，並可以隨意移動任何物件。
綺島的能力其實是來自放在真正的夕闇高中裡的電腦，之後電腦被數奇破壞，能力就被中斷了。
- 弓河亞彌

3年前是夕闇高中的保健老師，是唯一個知道祟藤竹丸背傷虐待事件的人。每當祟藤竹丸發生打架事件，都會冒著被革職的風險去出面保護祟藤竹丸。
於3年前11月20日發生了夕闇高中的學生被襲擊事件，唯一目擊者綺島裕太聲稱目擊到弓河亞彌犯罪，並在弓河亞彌家中發現犯罪兇器，弓河亞彌以犯罪嫌疑犯而被捕及被監禁。
能力：吸引能力者
因為此能力會影響到艾尼格瑪，所以才會讓弓河亞彌受到嫁禍。
- 忌束奇利歐

3年前是夕闇初中的學生，與灰葉澄生及來宮繁為同班同學及好友。因為幼年時受到心理創傷，而失去了說話能力。因為他少說話，被班上同學嘲笑為「靜寂」及疏遠，除了灰葉澄生。
於3年前9月時，告知灰葉澄生及來宮繁要轉學，並因此與灰葉澄生及來宮繁一起去夕闇高中的學園祭創造最後的開心回憶。於學園祭中，被一名男人襲擊並割傷喉部。次日，忌束奇利歐在灰葉澄生探院前已出院，從此失去聯絡。在e40.中表明自己的身分為現任艾尼格瑪。
- 食人族(卡尼巴爾)

於3年前9月時夕闇高中學園祭中，襲擊忌束奇利歐的人。是一個一直追尋艾尼格瑪的人，擁有讓人驚愕的能力。
此外，亦可通過吃人來奪取他人能力，甚至可以變成那個人的樣子。
真實姓名為咬田四迷

## 出版書籍
| 集數 | 日文標題 | 中文標題 | 集英社         | 集英社                 | 東立出版社     | 東立出版社             |
| 集數 | 日文標題 | 中文標題 | 發售日期       | ISBN                   | 發售日期       | ISBN                   |
| ---- | -------- | -------- | -------------- | ---------------------- | -------------- | ---------------------- |
| 1    |          | e-test   | 2010年12月29日 | ISBN 978-4-08-870168-4 | 2011年12月14日 | ISBN 978-986-10-8793-1 |
| 2    |          | out      | 2011年3月4日   | ISBN 978-4-08-870196-7 | 2011年12月14日 | ISBN 978-986-10-8794-8 |
| 3    |          | another  | 2011年6月3日   | ISBN 978-4-08-870238-4 | 2012年4月5日   | ISBN 978-986-10-8795-5 |
| 4    |          | open     | 2011年8月4日   | ISBN 978-4-08-870276-6 | 2012年5月2日   | ISBN 978-986-10-8796-2 |
| 5    |          | mayday   | 2011年10月4日  | ISBN 978-4-08-870297-1 | 2012年6月4日   | ISBN 978-986-10-8797-9 |
| 6    |          | cannibal | 2011年12月2日  | ISBN 978-4-08-870320-6 | 2012年7月5日   | ISBN 978-986-10-9224-9 |
| 7    |          | True End | 2012年2月3日   | ISBN 978-4-08-870376-3 | 2012年8月7日   | ISBN 978-986-10-9556-1 |

## 外部連結
- ǝnígmǝ【エニグマ】（日語）